# Merdja Sidi Abed
Merdja Sidi Abed là một đô thị thuộc tỉnh Relizane, Algérie. Dân số thời điểm năm 2002 là 6.176 người.